# Мичуринское сельское поселение (Челябинская область)
Мичу́ринское се́льское поселе́ние — муниципальное образование в Карталинском районе Челябинской области Российской Федерации. В рамках административно-территориального устройства муниципальное образование  соответствует административно-территориальной единице Мичуринский сельсовет.

Административный центр — посёлок Мичуринский.

## История
Статус и границы сельского поселения установлены Законом Челябинской области от 17 сентября 2004 года № 275-ЗО «О статусе и границах Карталинского муниципального района, городского и сельских поселений в его составе»

## Население
| 2002  | 2010  | 2011  | 2012  | 2013  | 2014  | 2015  |
| ----- | ----- | ----- | ----- | ----- | ----- | ----- |
| 1380  | ↗1625 | ↘1621 | ↘1593 | ↘1578 | ↘1547 | ↘1502 |
| 2016  | 2017  | 2018  | 2019  | 2020  | 2021  |       |
| ↘1491 | ↘1466 | ↘1454 | ↘1435 | ↘1419 | ↘1304 |       |

## Состав сельского поселения
| № | Населённый пункт | Тип населённого пункта          | Население |
| - | ---------------- | ------------------------------- | --------- |
| 1 | Арчалы           | посёлок                         | ↘24       |
| 2 | Гирьял           | посёлок                         | ↗30       |
| 3 | Мичуринский      | посёлок, административный центр | ↗922      |
| 4 | Новониколаевка   | село                            | ↗563      |
| 5 | Тумак            | посёлок                         | ↗86       |